# Морицбург
Морицбург (нем. Moritzburg) — община в Германии, в земле Саксония. До 1934 года называлась Айзенберг (нем. Eisenberg). Подчиняется земельной дирекции Дрезден. Входит в состав района Мейсен. Население составляет 8262 человека (на 31 декабря 2010 года). Занимает площадь 46,37 км². Коммуна подразделяется на 6 сельских округов.

## Достопримечательности
Главная достопримечательность — барочный замок Морицбург. В 1972 году в замке снимался фильм-сказка «Три орешка для Золушки», производство ЧССР-ГДР, в 2004 — комедия Eine Prinzessin zum Verlieben.

## Фотографии

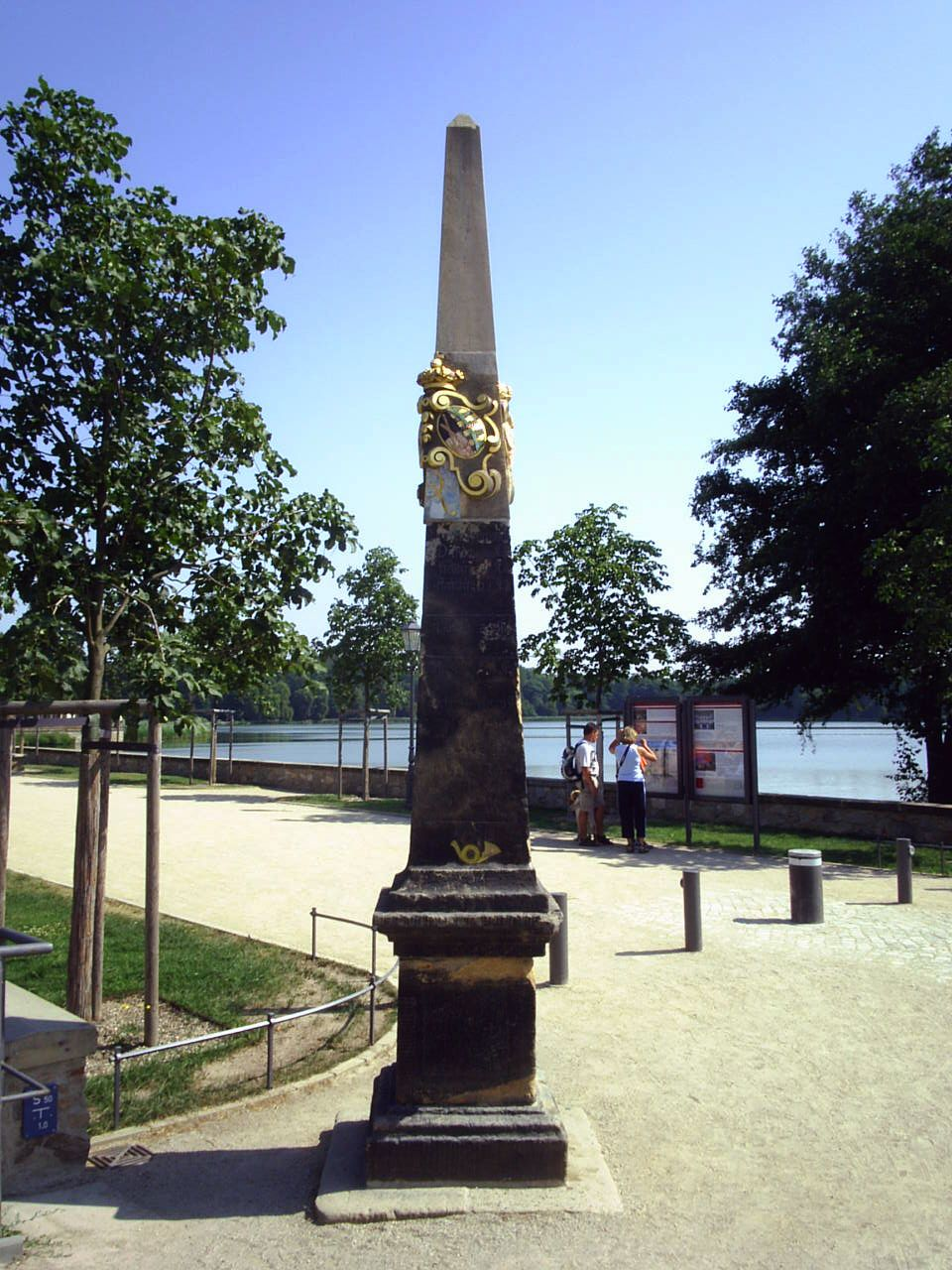
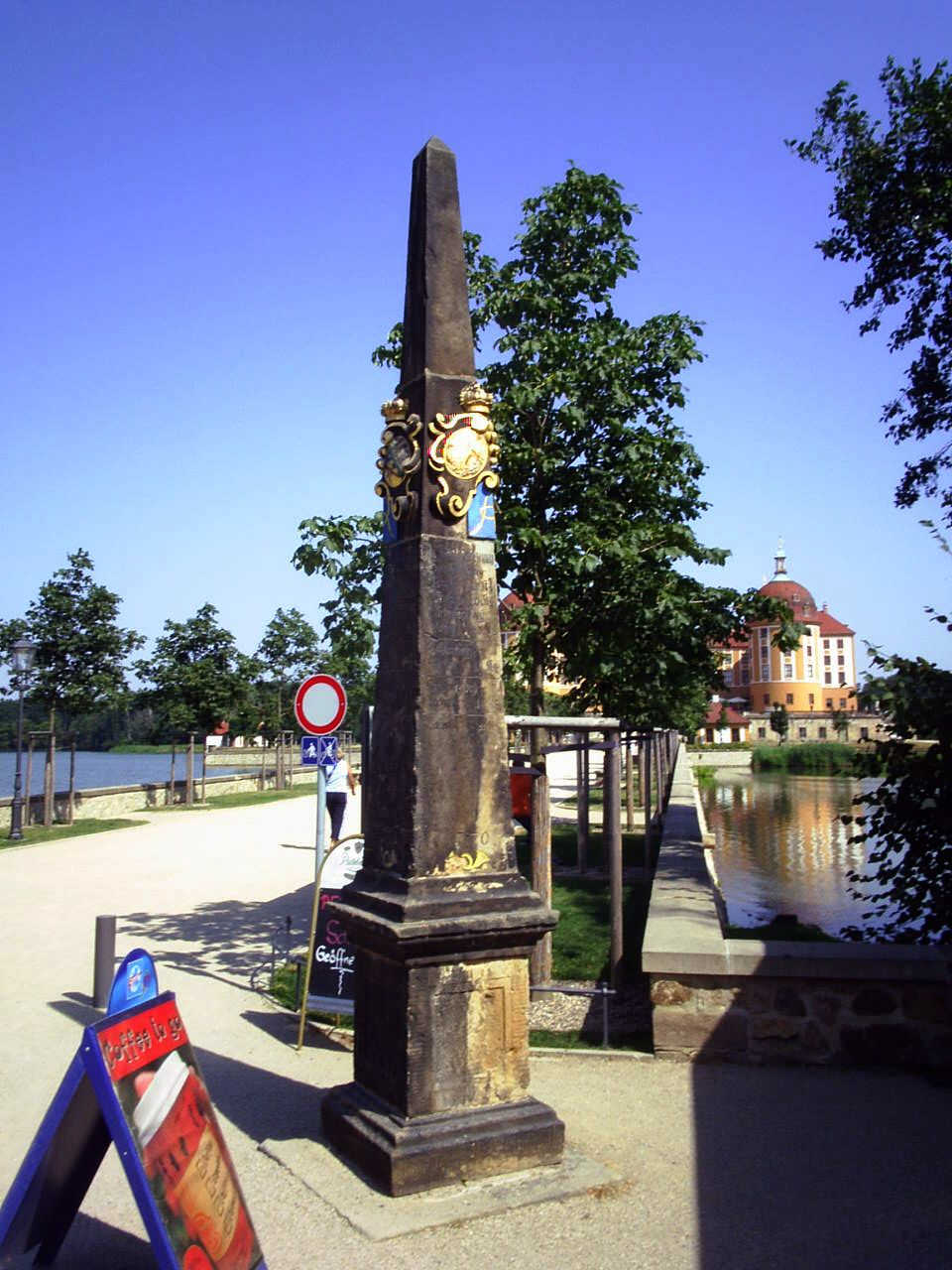
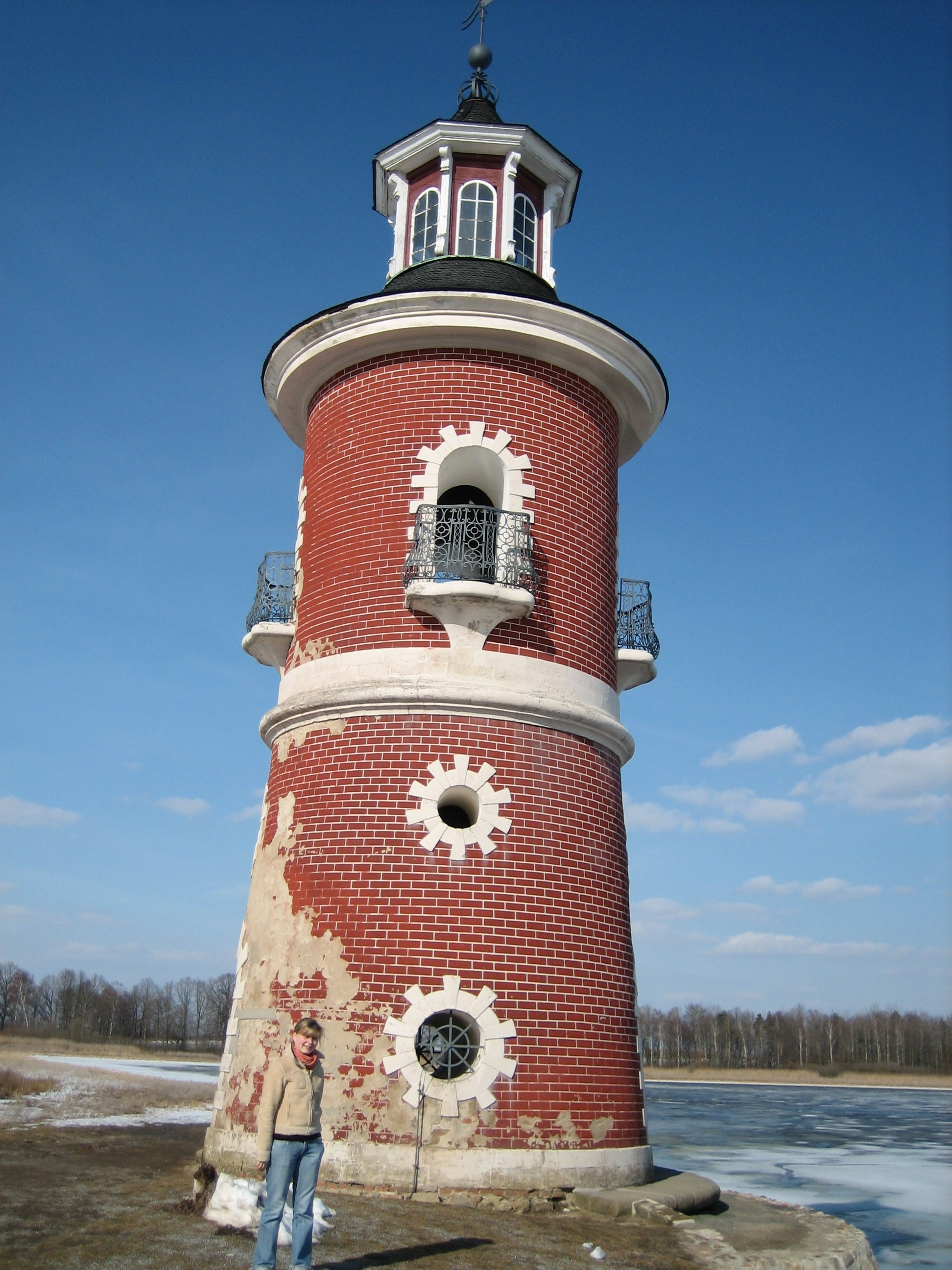
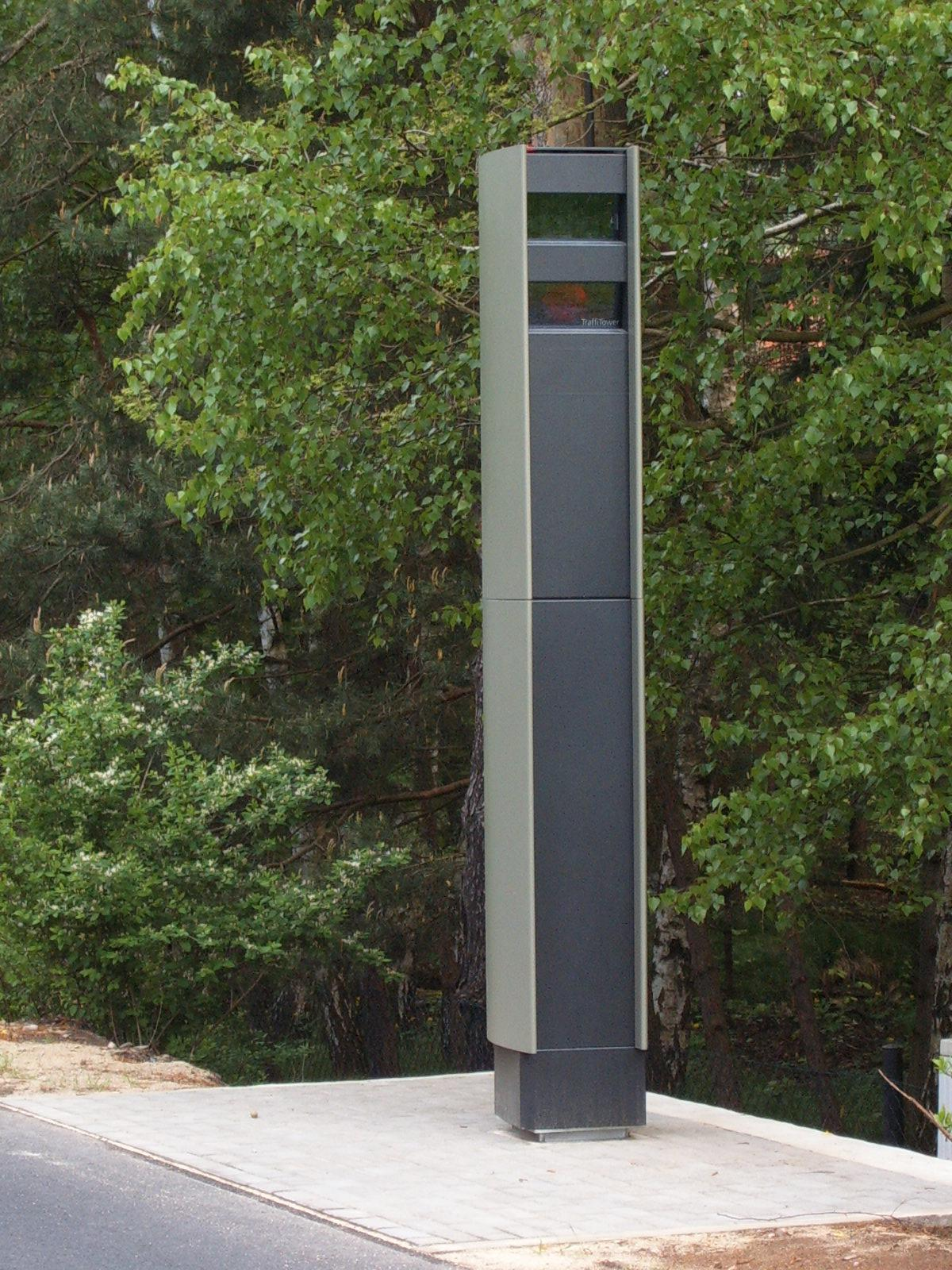
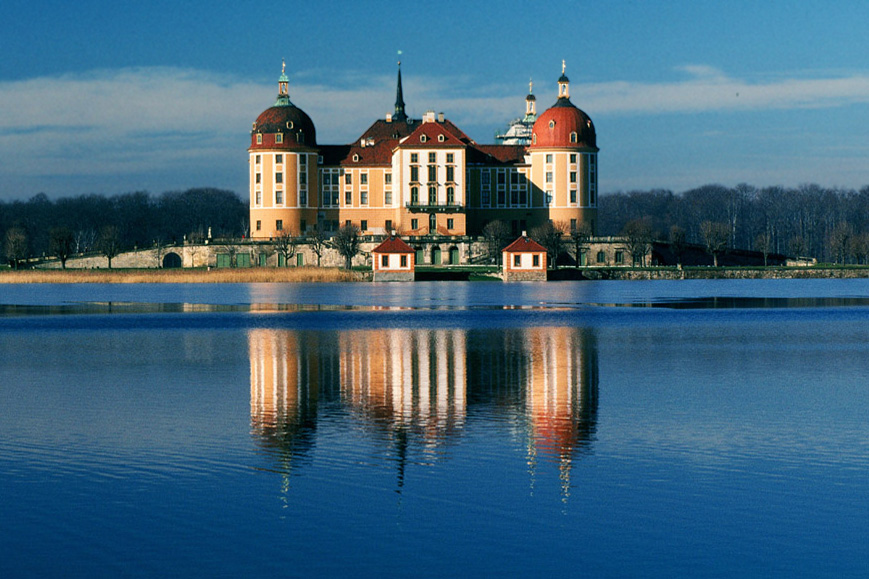
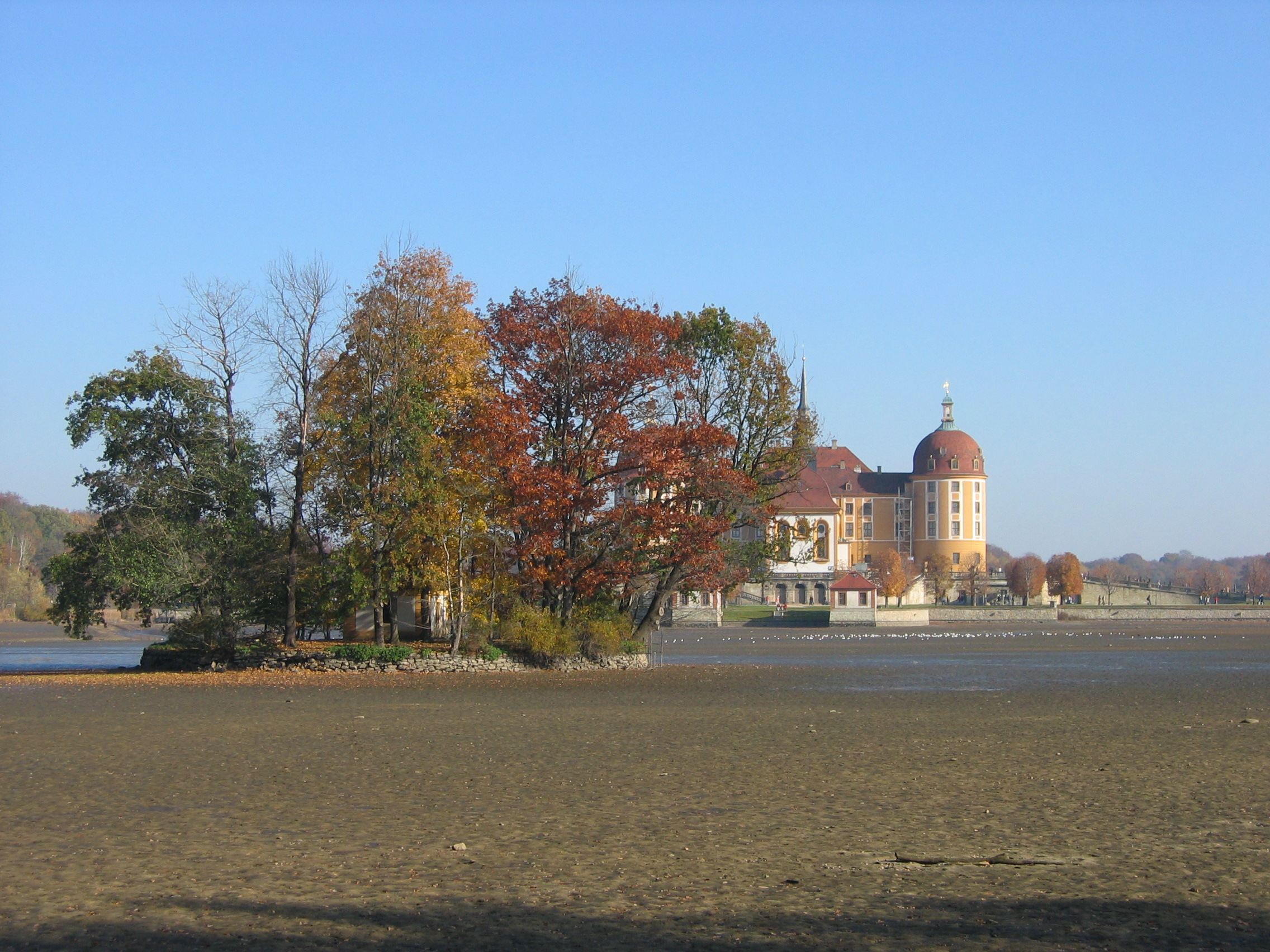
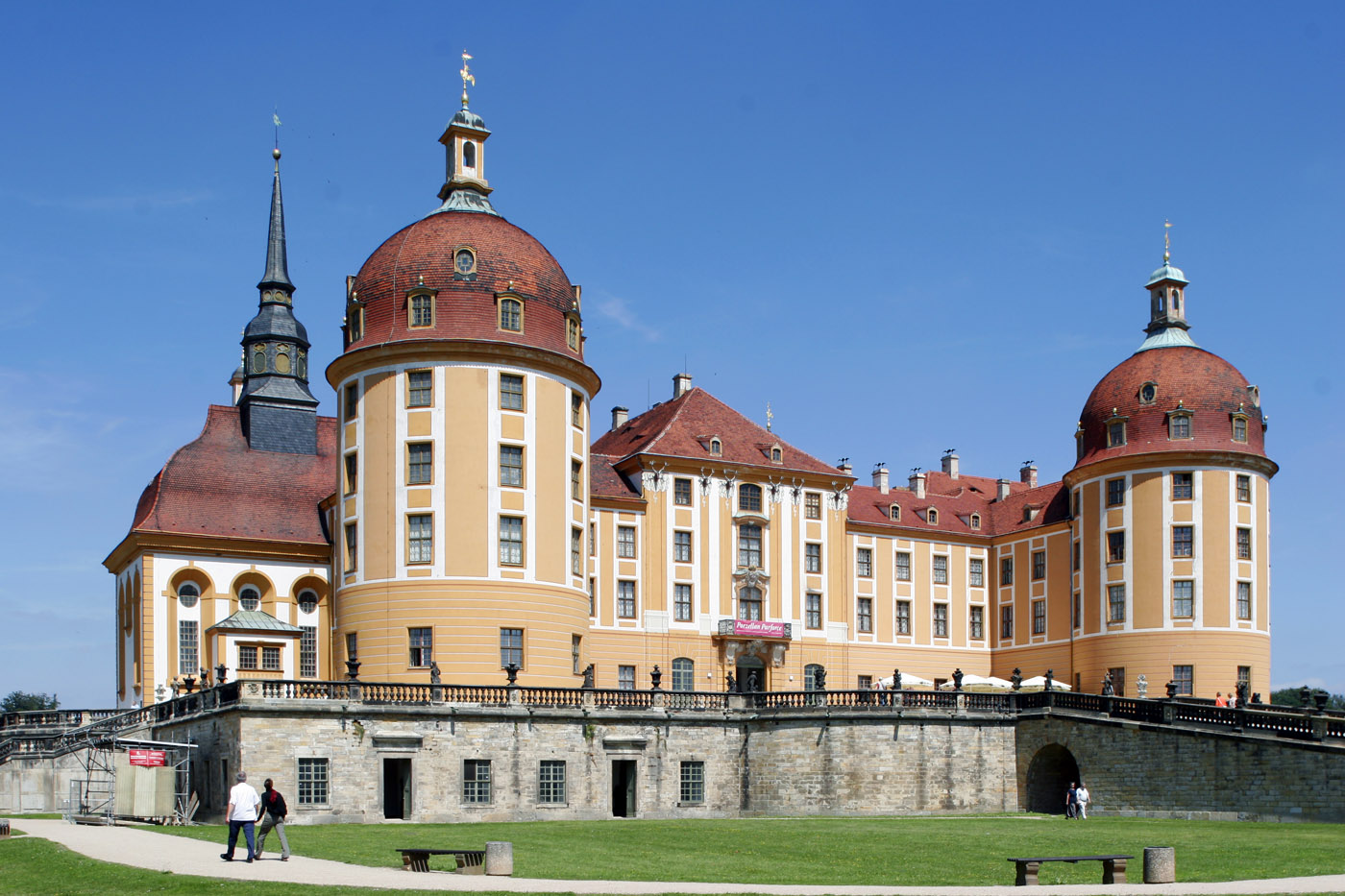